# Antônio Sales
Antônio Sales (Paracuru, 13 de Junho de 1868 — Fortaleza, 14 de Novembro de 1940) foi um romancista e poeta brasileiro que ocupou os cargos de secretário da justiça e do interior no tempo em que General Bezerril governou o estado do Ceará, além de deputado estadual. 

## Biografia
É muito lembrado como uma das figuras mais marcantes da literatura cearense por ter fundado a Padaria Espiritual juntamente com Adolfo Caminha, Antônio Bezerra, Lívio Barreto, Henrique Jorge, Juvenal Galeno e vários outros jovens intelectuais que formavam o círculo cultural de Fortaleza do fim do século XIX. A Padaria Espiritual ganhou bastante visibilidade por sua forma irônica e irreverente de criticar a "provincianidade" fortalezense da época em busca de um resgate criativo dos espaços e dos meios de cultura no Ceará, movimento que influenciou a Semana de Arte Moderna . Foi redator do jornal "O Pão", através do qual se divulgavam as ideias da agremiação literária que participava, do qual exerceu o cargo de padeiro-mor. É conhecido também por ser amigo de Machado de Assis e por jamais ter aceitado aos inúmeros convites de compor a, então em fundação, Academia Brasileira de Letras. É o patrono da Academia Cearense de Letras e foi designado por Rachel de Queiroz como "a figura suprema das letras na nossa província, o nome nacional residente no Alagadiço; e o padrinho obrigatório de todo principiante conterrâneo".

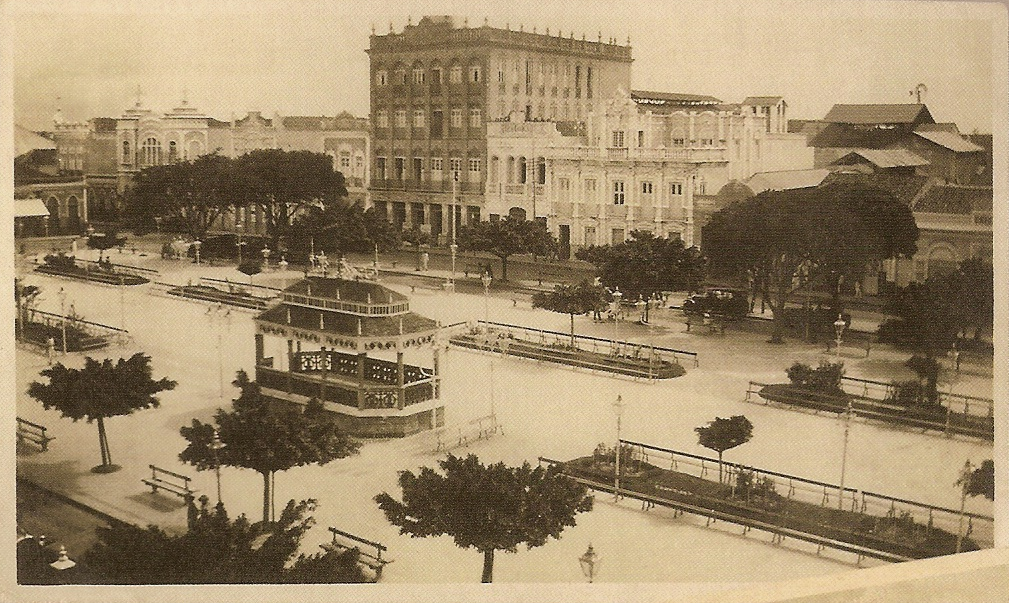
Foi nos cafés da praça do Ferreira que Antônio Sales idealizou a Padaria Espiritual com seus amigos.

Publicou apenas um romance de estética realista regional, com traços também naturalistas, chamado Aves de Arribação, inicialmente publicado em folhetins do Correio da Manhã do Rio de Janeiro onde residia o escritor, em 1903 de 15 de janeiro a 6 de maio e não em 1902, como equivocadamente registram Dolor Barreira, Pedro Nava, Wílson Martins e Otacílio Colares. Viria a ser publicado em forma de livro apenas em 1913.
Até ser reconhecido como escritor, trabalhou no comércio de Fortaleza com a precoce idade de catorze anos. Anos depois, passaria pela vida de funcionário público, político e jornalista, inclusive no Rio de Janeiro. Mas voltara à capital cearense em 1920, onde vivera até seu falecimento, em 14 de novembro de 1940.
O escritor, amigo de Machado de Assis, ajudara este a fundar a Academia Brasileira de Letras, mas segundo ele, por não discursar bem, não quis dela fazer parte.
Em 1892 fundou um movimento de renascença literária no Ceará chamado de Padaria Espiritual, agremiação que marcou, entre 1892 e 1898, a vida da provinciana capital do Ceará naqueles primeiros dias de República e da qual fizeram parte vários grandes autores cearenses.

### A Padaria Espiritual
Antônio Sales foi o responsável por escrever o programa de instalação da Padaria, composta por artigos que definiam o modo e a composição da agremiação.
1  –  Fica  organizada,  nesta  cidade  de  Fortaleza,  capital  da  Terra  da  Luz, antigo  Siará  (sic)  Grande,  uma  sociedade  de  rapazes de  Letras  e  Artes denominada  –  Padaria  Espiritual,  cujo  fim  é  fornecer  pão  de  espírito  aos sócios  em  particular  e  aos  povos  em  geral”.  2  –  A  Padaria  Espiritual  se comporá  de  um  Padeiro-mor  (presidente),  de  dois  Forneiros  (secretários), de um Gaveta (tesoureiro), de um Guarda-Livros, na acepção intrínseca da palavra (bibliotecário), de um investigador das Coisas e das Gentes, que se chamava – Olho de Providência, e os demais amassadores (sócios). Todos os  sócios  terão  a  denominação  geral  de  –  Padeiros. 3  –  Fica  limitado  em vinte  o  número  de  sócios,  inclusive  a  Diretoria,  podendo-se,  porém,  admitir sócios  honorários  que  se  denominaram  Padeiros-livres.  4  –  Depois  da instalação  da  Padaria,  só  será  admitido  quem  exibir uma  peça  literária  ou qualquer outro trabalho artístico que for julgado decente pela maioria.
Um dos principais traços da Padaria Espiritual foi o regionalismo marcante. Além de todos os sócios ganharem o título de amassadores ou forneiros, dependendo das funções. Cada um tinha também o pseudônimo que sempre recebia um sobrenome de uma planta ou palavra indígena presentes na cultura cearense. O pseudônimo de Antônio Sales era Moacir Jurema.

## Obras
- Versos Diversos, poesias (1890)
- Trovas do Norte, poesias (1895)
- Poesias (1902)
- Minha Terra, poesias (1919)
- Aves de Arribação, romance e novela (1914)

## Homenagens
- Antônio Sales foi homenageado dando seu nome a uma importante avenida de Fortaleza.
- Ele é também o patrono da Academia Cearense de Letras.